# Phare de Storholmen
Le phare de Storholmen (en norvégien : Storholmen fyr) est un phare côtier de la commune de Giske, dans le Comté de Møre og Romsdal (Norvège). Il est géré par l'administration côtière norvégienne (en norvégien : Kystverket).
Le phare est classé patrimoine culturel par le Riksantikvaren depuis 2017.

## Histoire
Le phare se trouve sur le récif à environ 6 km au nord de la petite île d'Erkna et à 8 km au nord-ouest de l'île de Vigra.
Le phare a été établi en 1920 sur ce récif accessible seulement en bateau par mer calme.À partir de 1970 l'îlot fut accessible en hélicoptère sur une étroite plateforme. Le phare fut automatisé en 1980.
Le phare n'est en service que du 16 juillet au 21 mai. Il ne fonctionne pas pendant le reste de l'année en raison du soleil de minuit.

## Description
Le phare  est une tour cylindrique en fonte à claire-voie sur un soubassement en pierre de 22 mètres de haut, avec une galerie et lanterne. La tour est peinte en rouge et le soubassement est blanc. Son feu à occultations émet, à une hauteur focale de 36 mètres, un groupe d'éclat blanc, rouge et vert selon différents secteurs. Sa portée nominale est de 17 milles nautiques (environ 32 km) pour le feu blanc.
Identifiant : ARLHS : NOR-231 ; NF-3420 - Amirauté : L0814 - NGA : 6156 .

### Lien connexe
- Liste des phares de Norvège